# Héctor Kotsifakis
Hector Kotsifakis (12 de septiembre de 1971, Torreón, Coahuila, México) es un actor mexicano de cine y televisión.

## Biografía
Hijo de padre griego y madre mexicana, nació en Torreón, Coahuila. Se graduó del CUT de la UNAM (1996-2000). Ha aparecido en más de 48 producciones teatrales y ha filmado más de 30 largometrajes, varios cortos y series de TV.

## Filmografía
Reconocimientos
- Macabre Fair Film Festival (Long Island N.Y.) Best Actor, 2013
- World Music and Independent Film Festival WMIFF (Washington D. C.) Best Actor, 2013
- Levante International Film Festival LIFF (Bari Italy) Best Actor, 2013

Filmografía
- 2024 Mujeres asesinas[3]
- 2023 Un día para vivir[4]
- 2023 Las pelotaris 1926[5]
- 2022 Natural Born Narco[6]
- 2020 Enemigo Intimo (Serie de televisión)
- 2017 La hermandad (2nd Session TV Series)

Rolando Pereyra
- 2017 Run Coyote Run (TV Series)

Ismael
- 2017 Malacopa

David Betancourt
- 2017 El desconocido (TV Series)

Julián
- 2017 The Last Trip (short)

Matas
- 2017 Me Gusta, Pero Me Asusta (Película)

Norris Sazueta
- 2017 Untitled Nash Edgerton Project

Roberto Vega
- 2017 La Gran Promesa

Hugo Parra
+2017 Un Día Salvaje
Cruz
- 2016 Sincronía (TV Series)

Héctor Ospina
- 2016 Las reglas de la Ruina

Raymundo
- 2016 Sin Rastro de ti (serie de televisión)

Abraham
- 2016 Un Día Cualquiera (TV Series)

Gerardo
- 2016 De Las Muertas

Julio Bocanegra
- 2016 Histeria

Federico Anduaga
- 2016 About the Dead (short)
- 2015 Let Her Go (short)
- David

2015 Revolución "Las Batallas de Celaya" (TV Series)
- Don Luis Del Castillo Negrete

2015 Luna de Miel
- Jorge Toledo

2015 Así en el barrio como en el cielo (TV Series)
- Demóstenes

2014 SR. Ávila (2d. season) (HBO TV Series)
- Sr Martínez

2014 Tiempos felices
- Policía Agencia

2014 Lo que podríamos ser
- Javi

2014 La Guerra de Manuela Jankovic
- 2014 Cantinflas

Actor vicepresidente de Calles
- 2014 Ciego Amor (Short)

Fernando
- 2014 Rutina (short)

2014 Barrio Bravo (TV Movie)
- 2013 Adiós (Short)

2013 Detrás del Poder
- Mensajero

2013 500 ml (Short)
- 2013 Guten Tag, Ramón

Güero
- 2013 Alguien Más (TV Series)

Martín- 13 episodies
- 2013 Prohibido Amar (TV Series)

Manuel Morales-
- 2012 La Teniente (TV Series)

Turco-
- 2012 Los Rey (TV Series)

El Diablo-
- 2012 Música Ligera

Rulo Ortin
- 2011 Toda la Suerte del Mundo (Short)

Fer
- 2011 Los inadaptados

Raúl
- 2011 Reacciones adversas

Daniel Icenberg
- 2010 El efecto tequila

abalucas
- 2010 Los Minondo (TV Series)

afael Minondo-
- 2010 Drenaje Profundo (TV Series)

el sicario Thomas Rodríguez-
- 2010 Desafío

acing director
- 2010 El infierno

Oficial Amaya
- 2010 Soy tu fan (TV Series)

Administrador casino-
- 2010 Lo que callamos las mujeres (TV Series)
- 2009-2010 Cada quien su santo (TV Series)

- De regreso a casa (2010)
- Hija de su madre (2009)
- Desde arriba (2009)
- La reliquia de Santa Cecilia (2009)
- 2010 Cefalópodo

Chavo Barba Fresa
- 2009 XY. La revista (TV Series)

Miguel-
- 2009 Daniel & Ana

Secuestrador 1
- 2009 El cártel

Young Ángel Santana
- 2009 Pobre Diabla (TV Series)

Picos-
- 2008 Cosita linda (Short)

Casado
- 2008 Casi divas

Asistente de Producción
- 2007-2008 Cambio de vida (TV Series)

- Desalojo (2008)
- Siempre amigos (2008)
- Intereses compartidos (2007)
- 2008 Secretos del alma (TV Series)

El Tori-
- 2007 Todos los días son tuyos

Camillero
- 2007 El otro Diego (Short)
- 2007 El guapo
- 2007 Se busca un hombre (TV Series)

Esteban-
- 2006 Efectos secundarios

Totopo
- 2006 Campeones de la vida (TV Series)

Culichi-
- 2006 Amor xtremo
- 2006 Ciudad de muertos (Short)

Ángel
- 2006 Malos días mi amor (Short)
- 2006 Amor sin condiciones (TV Series)

Raúl-
- 2005 Bitácora (Short)
- 2005 Me gusta cuando callas (Short)
- 2004 La vida es una canción (TV Series)
- 2004 Nikotina exxpress (Short)
- 2003 La hija del jardinero (TV Series)

Director de publicidad-
- 2003 Dos chicos de cuidado en la ciudad (TV Series)

El moco (2003)
- 2003 Mirada de mujer: El regreso (TV Series)

Sergio (2003)
- 2002 Vivir así (TV Series)

Paco- Reyna y Rey (2002)
- 2001 La segunda noche

Esteban